# ジャック・カーティス (俳優)
ジャック・カーティス（Jack Curtis, 1880年5月28日 - 1956年3月16日）は、アメリカ合衆国の俳優である。本名ジョナサン・カーティス（Jonathan Curtis）、ジョン・アーチャー・カーティス（John Archer Curtis）、マスター・ジャック・カーティス（Master Jack Curtis）ともクレジットされた。

## 人物・来歴
1880年（明治13年）5月28日、カリフォルニア州サンフランシスコに生まれる。カーティス家は財界・法曹界に名の知れた一家であった。
香港行きの船上でリル・サザーランドと出会い、やがて1904年（明治37年）に結婚する。カーティス夫妻はヴォードヴィル演劇の一座に所属し、各地を旅した。1914年（大正3年）4月7日、娘のローラ・アン・カーティスが誕生する。
1915年（大正4年）、ユニヴァーサル・フィルム・マニュファクチュアリング・カンパニー（現在のユニバーサル・ピクチャーズ）に入社、映画界にデビューする。同年中は、バートン・キングらが監督する短篇映画に出演していたが、1916年（大正5年）、同社が子会社として製作会社・ブルーバード映画を設立、その第1作としてロバート・Z・レナード監督の『暴』を発表、カーティスは同作で初主演を果たす。『恨の短剣』、『沼の秘密』、『沼の少女』、『虹晴』、『神の坩堝』、『運命の浪』、『南方の判事』、『大自然』、 Mr. Opp と1917年（大正6年）まで、リン・F・レイノルズが監督し、マートル・ゴンザレスやジョージ・ハーナンデスが主演するブルーバード映画の常連となる。同年、レイノルズ、ハーナンデスとともにトライアングル・フィルム・コーポレーションに移籍する。
1949年（昭和24年）、妻リルが死去する。1951年（昭和26年）、ジャック自身も脳梗塞で倒れ、映画界を退く。
1956年（昭和31年）3月16日、カリフォルニア州ロサンゼルス市ハリウッドで死去した。満75歳没。同州ロサンゼルス郡サンタモニカにあるウッドローン墓地に眠る。

## おもなフィルモグラフィ
脚本作1作以外はすべて出演作である。

### 1910年代
- Tainted Money : 監督ユリシーズ・デイヴィス、1915年 - 「J・カーティス」名義 / 出演
- Mr. Buttles : 監督ジョゼフ・バイロン・トッテン、1915年 - 「ジョン・アーチャー・カーティス」名義 / 出演・役 James Bagshot - M.P.
- The Valley of Regeneration : 監督バートン・キング、1915年
- In the Sunset Country : 監督バートン・キング、1915年
- In the Heart of the Hills : 監督バートン・キング、1915年
- The Cry of the First Born : 監督ノーマン・マクドナルド、1915年
- 『十八年の後』 The Long Chance : 監督エドワード・ルセイント、1915年 - 出演（配役不明）
- 『グラフト』 Graft : 監督ジョージ・レッシー / リチャード・スタントン、1915年 - 出演・役 Murphy
- Lydia Gilmore : 監督ヒュー・フォード / エドウィン・S・ポーター、1915年 - 出演・役 Master Ned Gilmore
- 『暴』 Secret Love : 監督ロバート・Z・レナード、1916年 - 出演・役 Don Lowrie
- 『死の列車』 The Iron Rivals : 監督ヘンリー・マックレイ、1916年
- 『恨の短剣』 The Yaqui : 監督ロイド・B・カールトン、主演ホバート・ボスウォース、1916年 - 出演・役 Martinez
- 『北国の掟』 The Woman's Law : 監督ローレンス・B・マクギル、1916年 - 「マスター・ジャック・カーティス」名義 / 出演・役 Vance Orcutt
- Two Men of Sandy Bar : 監督ロイド・B・カールトン、主演ホバート・ボスウォース、1916年 - 出演・役 Pritchard
- The Torrent of Vengeance : 監督ヘンリー・マックレイ、1916年
- Her Great Part : 監督リン・F・レイノルズ、主演マートル・ゴンザレス、1916年
- 『鉄腕』 The Iron Hand : 監督ユリシーズ・デイヴィス、1916年 - 出演・役 Connors
- It Happened in Honolulu : 監督リン・F・レイノルズ、主演マートル・ゴンザレス、1916年 - 出演・役 Detective Boggs
- 『浮世』 The Way of the World : 監督リン・F・レイノルズ、主演マートル・ゴンザレス、1916年 - 出演・役 Peter Sturton
- 『沼の秘密』 The Secret of the Swamp : 監督リン・F・レイノルズ、主演ジョージ・ハーナンデス、1916年 - 出演・役 The Sheriff
- The House of Mirrors : 監督マーシャル・ファーナム / ジェームズ・オーモン、1916年 - 出演・役 Fred Probert, Jr., age 7
- 『沼の少女』 The Girl of Lost Lake : 監督リン・F・レイノルズ、主演マートル・ゴンザレス、1916年 - 出演・役 Abner Clark
- 『雲間の月』 A Romance of Billy Goat Hill : 監督リン・F・レイノルズ、主演マートル・ゴンザレス、1916年 - 出演・役 Sheely
- 『虹晴』 The End of the Rainbow : 監督リン・F・レイノルズ、主演マートル・ゴンザレス、1916年 - 出演・役 Thursday Simpson
- 『神の坩堝』 God's Crucible : 監督リン・F・レイノルズ、主演ジョージ・ハーナンデス、1917年 - 出演・役 Oracle Jack
- 『運命の浪』 Mutiny : 監督リン・F・レイノルズ、主演マートル・ゴンザレス、1917年 - 出演・役 Aaron Whitaker
- 『南方の判事』 Southern Justice : 監督リン・F・レイノルズ、主演マートル・ゴンザレス、1917年 - 出演・役 Roger Appleby
- 『大自然』 The Greater Law : 監督リン・F・レイノルズ、主演マートル・ゴンザレス、1917年 - 出演・役 Laberge
- Mr. Opp : 監督リン・F・レイノルズ、主演アーサー・ホイト、1917年 - 出演・役 John Mathews
- Broadway Arizona : 監督リン・F・レイノルズ、主演オリーヴ・トーマス、1917年 - 出演・役 Jack Boggs
- A Prairie Romeo : 監督リン・F・レイノルズ、主演ジョージ・ハーナンデス、1917年
- The Firefly of Tough Luck : 監督E・メイソン・ホッパー、1917年 - 出演・役 Happy Jack Clarke
- Up or Down? : 監督リン・F・レイノルズ、主演ジョージ・ハーナンデス、1917年 - 出演・役 'Texas' Jack
- 『紅一点』 Until They Get Me : 監督フランク・ボーゼイジ、1917年 - 出演・役 Kirby
- 『荒男と小児』 Little Red Decides : 監督ジャック・コンウェイ、1918年
- The Hard Rock Breed : 監督レイモンド・ウェルス、1918年 - 出演・役 Lynch Dolan
- Free and Equal : 監督ロイ・ウィリアム・ニール、1918年 - 出演・役 Margaret's fiancé
- Wolves of the Border : 監督クリフォード・スミス、1918年 - 出演・役 Pete Wright
- The Last Rebel : 監督ギルバート・P・ハミルトン、1918年 - 出演・役 Pensinger Gale
- Marked Cards : 監督アンリ・デルバ、1918年 - 出演・役 Pat Shannon
- The Golden Fleece : 監督ギルバート・P・ハミルトン、1918年 - 出演・役 Bainge
- 『米人ローガン氏』 Mr. Logan, U.S.A. : 監督リン・F・レイノルズ、1918年 - 出演・役 Actor
- Treat 'Em Rough : 監督リン・F・レイノルズ、1919年 - 出演・役 John Stafford
- 『騒がしき改心』 Hell-Roarin' Reform : 監督エドワード・ルセイント、1919年 - 出演・役 Baxter
- 『島の娘』 The Pest : 監督クリスティ・キャバンヌ、1919年 - 出演・役 Asher Blodgett
- The Coming of the Law : 監督アーサー・ロッスン、1919年 - 出演・役 Judge Granney
- Man's Desire : 監督ロイド・イングレアム、1919年 - 出演・役 Bull Larkin
- 『速力狂（英語版）』 The Speed Maniac : 監督エドワード・ルセイント、1919年 - 出演・役 Red Morgan
- 『野獣征服者』 The Brute Breaker : 監督リン・F・レイノルズ、1919年 - 出演・役 Annette's Father

### 1920年代
- 『地獄船』 The Hell Ship : 監督スコット・R・ダンラップ、1920年 - 出演・役 Jaeger
- The Gift Supreme : 監督オリヴァー・L・セラーズ、1920年 - 出演・役 Reverend Ebenezer Crowley Boggs
- 『悪魔の謎』 The Devil's Riddle : 監督フランク・ビール、1920年
- 『百戦撓まず』 Desert Love : 監督ジャック・ジャッカード、1920年 - 出演・役 The Wolf
- The Courage of Marge O'Doone : 監督デイヴィッド・スミス、1920年 - 出演・役 Brokaw
- Seeds of Vengeance : 監督オリヴァー・L・セラーズ、1920年 - 出演・役 Kip Ryerson
- 『急潭』（別題『激流』） The Torrent : 監督スチュアート・ペイトン、1921年 - 出演・役 Red Galvin
- The Big Punch : 監督ジャック・フォード、1921年 - 出演・役 Jed
- The Servant in the House : 監督ジャック・コンウェイ、1921年 - 出演・役 Robert Smith, The Drain Man
- 『暗黒島』 Beach of Dreams : 監督ウィリアム・パーク、1921年 - 出演・役 Bompard
- 『口笛吹いて』 An Unwilling Hero : 監督クラレンス・G・バッジャー、1921年 - 出演・役 Boston Harry
- 『勝敗此一挙』 Steelheart : 監督・主演ウィリアム・ダンカン、1921年 - 出演・役 'Butch' Dorgan
- 『地方の名花』 The Flower of the North : 監督デイヴィッド・スミス、1921年 - 出演・役 Blake
- 『海上の猛獅子』 The Sea Lion : 監督ローランド・V・リー、主演ホバート・ボスウォース、1921年 - 出演・役 Bentley
- Two Kinds of Women : 監督コリン・キャンベル、1922年 - 出演・役 Chris Quinnion
- 『沈黙の誓い』 The Silent Vow : 監督・主演ウィリアム・ダンカン、1922年 - 出演・役 'Sledge' Morton
- Western Speed : 監督スコット・R・ダンラップ / C・R・ウォレス、1922年 - 出演・役 Spunk Lemm
- 『吹けば飛ぶ男』 His Back Against the Wall : 監督ローランド・V・リー、1922年 - 出演・役 Lew Shaler
- 『義憤の熱血』 Caught Bluffing : 監督ランバート・ヒルヤー、1922年 - 出演・役 Pete Scarr
- 『鬼を欺く男』 The Long Chance : 監督ジャック・コンウェイ、1922年 - 出演・役 'Borax' O'Rourke
- The Strangers' Banquet : 監督マーシャル・ニーラン、1922年 - 出演・役 McKinstry
- Dangerous Trails : 監督アラン・ジェームズ、1923年 - 出演・役 Wang
- Canyon of the Fools : 監督ヴァル・ポール、主演ハリー・ケリー、1923年 - 出演・役 Maricopia
- Quicksands : 監督ジャック・コンウェイ、脚本ハワード・ホークス、1923年 - 出演・役 Ring Member
- Masters of Men : 監督デイヴィッド・スミス、1923年 - 出演・役 Captain Bilker
- The Spoilers : 監督ランバート・ヒルヤー、1923年 - 出演・役 Bill Nolan
- 『天下の名物男』 Soft Boiled : 監督ジョン・G・ブライストーン、1923年 - 出演・役 The Ranch Foreman
- 『時勢は移る』 Times Have Changed : 監督ジェームズ・フラッド、1923年 - 出演・役 Dirty Dan
- 『我れ死すとも』 The Day of Faith : 監督トッド・ブラウニング、1923年 - 出演・役 Red Johnson
- 『離婚歓迎』 Reno : 監督ルパート・ヒューズ、1923年 - 出演・役 Hod Stoat
- Fighter's Paradise : 監督アラン・ジェームズ、1924年
- Romeo and Juliet : 監督レッギー・モーリス / ハリー・スウィート、1924年
- 『キャプテン・ブラッド』 Captain Blood : 監督デイヴィッド・スミス / アルバート・E・スミス（ノンクレジット）、1924年 - 出演・役 Wolverstone
- 『グリード』 Greed : 監督エリッヒ・フォン・シュトロハイム、1924年 - ノンクレジット出演・役 McTeague Sr.
- 『咬み殺すまで』 Baree, Son of Kazan : 監督デイヴィッド・スミス、1925年 - 出演・役 Bush McTaggart
- 『雷名轟く』 Durand of the Bad Lands : 監督リン・F・レイノルズ、1925年 - 出演・役 Actor
- The Wedding Song : 監督アラン・ヘイル、1925年 - 出演・役 George Pappadoulos
- The Shadow on the Wall : 監督B・リーヴス・イースン、1925年 - 出演・役 Bleary
- Hearts and Fists : 監督ロイド・イングレアム、1926年 - 出演・役 Gus Brent
- 『命の安売』 The Texas Streak : 監督リン・F・レイノルズ、1926年 - 出演・役 'Jiggs' Cassidy
- The Gypsy Romance : 監督不明、主演シャノン・デイ、1926年
- 『紐育狂想曲』 Wolf's Clothing : 監督ロイ・デル・ルース、1927年 - 出演・役 Sailor
- Captain Salvation : 監督ジョン・S・ロバートソン、1927年 - ノンクレジット出演・役 Mate
- 『鋼鉄の牙』 Jaws of Steel : 監督レイ・エンライト、1927年 - 出演・役 Thomas Grant Taylor
- Through Thick and Thin : 監督ジャック・ネルソン、1927年 - 出演・役 'Red' Grimley
- Brass Knuckles : 監督ロイド・ベーコン、1927年 - 出演・役 Murphy
- 『深紅の海』 Scarlet Seas : 監督ジョン・フランシス・ディロン、1928年 - 出演・役 Toomey
- The Phantom in the House : 監督フィル・ローゼン、1929年 - 出演・役 'Biffer' Bill
- The Show of Shows : 監督ジョン・G・アドルフィ、1929年 - 出演・役 'The Pirate' number
- The Love Racket : 監督ウィリアム・A・サイター、1929年 - 出演・役 John Gerrity

### 1930年代
- 『天下無敵』 Hold Everything : 監督ロイ・デル・ルース、1930年 - 出演・役 Murph Levy
- Mammy : 監督マイケル・カーティス、1930年 - 出演・役 Sheriff Tremble
- Under a Texas Moon  : 監督マイケル・カーティス、1930年 - 出演・役 Buck Johnson
- 『海の巨人』 Moby Dick : 監督ロイド・ベーコン、1930年 - ノンクレジット出演・役 First mate
- The Love Trader : 監督ジョセフ・ヘナベリー、1930年 - 出演・役 Sailor
- 『ビッグ・トレイル』 The Big Trail : 監督ラオール・ウォルシュ / ルイス・R・レフラー（ノンクレジット）、1930年 - ノンクレジット出演・役 Pioneer
- 『活殺魔境』 The Dawn Trail : 監督クリスティ・キャバンヌ、1930年 - ノンクレジット出演・役 Blacksmith Hank
- 『フランケンシュタイン』 Frankenstein : 監督ジェームズ・ホエール、1931年 - ノンクレジット出演・役 Actor
- 『鉄腕ジョーンズ』 Range Feud : 監督D・ロス・レダーマン、1931年 - ノンクレジット出演・役 Bartender Charlie
- The Deadline : 監督ランバート・ヒルヤー、1931年 - ノンクレジット出演・役 Dan Shores
- 『モンテ・カルロの女』 The Woman from Monte Carlo : 監督マイケル・カーティス、1932年 - 出演・役 Boatswain
- One Man Law : 監督ランバート・ヒルヤー、1932年 - ノンクレジット出演・役 Sheriff
- Play-Girl : 監督レイ・エンライト、1932年 - ノンクレジット出演・役 Carpenter in Hardware Department
- 『単騎突進』 Hello Trouble : 監督ランバート・ヒルヤー、1932年 - ノンクレジット出演・役 Salesman
- 『暁の耕地』 The Cabin in the Cotton : 監督マイケル・カーティス、1932年 - ノンクレジット出演・役 Extra in crowd
- 『怒る荒鷲』 White Eagle : 監督ランバート・ヒルヤー、1932年 - ノンクレジット出演・役 Saloon Owner
- Between Fighting Men : 監督フォレスト・シェルドン、1932年 - ノンクレジット出演・役 Jack
- 『仮面の米国』 I Am a Fugitive from a Chain Gang : 監督マーヴィン・ルロイ、1932年 - ノンクレジット出演・役 Prison Guard
- 『紅唇罪あり』 Baby Face : 監督アルフレッド・E・グリーン、1933年 - ノンクレジット出演・役 Speakeasy Customer
- The Cheyenne Kid : 監督ロバート・F・ヒル、主演トム・キーン、1933年 - 脚本
- 『或る夜の出来事』 It Happened One Night : 監督フランク・キャプラ、1934年 - ノンクレジット出演・役 Policeman
- Whirlpool : 監督ロイ・ウィリアム・ニール、1934年 - ノンクレジット出演・役 Policeman
- Prescott Kid : 監督デイヴィッド・セルマン、1934年 - ノンクレジット出演・役 Bartender Jack
- 『曲芸団』 The Mighty Barnum : 監督ウォルター・ラング、1934年 - ノンクレジット出演・役 Man in Museum
- 『夕陽の総攻撃』 Square Shooter : 監督デイヴィッド・セルマン、1935年 - ノンクレジット出演・役 Jack - Bartender
- 『噫無情』 Les misérables : 監督リチャード・ボレスラウスキー、1935年 - ノンクレジット出演・役 Gendarme in Prefect's Office
- Southern Exposure : 監督チャーリー・チェイス、1935年 - ノンクレジット出演・役 Juryman
- 『フランケンシュタインの花嫁』 Bride of Frankenstein : 監督ジェームズ・ホエール、1935年 - ノンクレジット出演・役 A Hunter
- 『正義の凱歌』 Justice of the Range : 監督デイヴィッド・セルマン、1935年 - ノンクレジット出演・役 Bartender Mike
- 『あたいは街の人気者』 Ginger : 監督ルイス・セイラー、1935年 - ノンクレジット出演・役 Customer at Bar
- Front Page Woman : 監督マイケル・カーティス、1935年 - ノンクレジット出演・役 Heavy Juror
- Westward Ho : 監督ロバート・N・ブラッドベリ、1935年 - 出演・役 Whit Ballard
- 『バーバリ・コースト』 Barbary Coast : 監督ハワード・ホークス / ウィリアム・ワイラー（ノンクレジット代役）、1935年 - ノンクレジット出演・役 Drunken Miner
- The Rainmakers : 監督フレッド・ガイオル、1935年 - ノンクレジット出演・役 Railroad Man
- Lawless Range : 監督ロバート・N・ブラッドベリ、1935年 - 出演・役 Marshal
- 『悪魔島脱出』 Escape from Devil's Island : 監督アルバート・S・ロージェル、1935年 - ノンクレジット出演・役 Guard
- One-Way Ticket : 監督ハーバート・ビーバーマン、1935年 - ノンクレジット出演・役 Convict
- 『シスコ・キッド』 Frisco Kid : 監督ロイド・ベーコン、1935年 - ノンクレジット出演・役 Captain
- 『何が彼をそうさせたか』 It Had to Happen : 監督ロイ・デル・ルース、1936年 - ノンクレジット出演・役 Workman
- 『丘の一本松』 The Trail of the Lonesome Pine : 監督ヘンリー・ハサウェイ、1936年 - 出演・役 Store clerk
- Road Gang : 監督ルイ・キング、1936年 - ノンクレジット出演・役 Guard
- King of the Pecos : 監督ジョセフ・ケイン、1936年 - ノンクレジット出演・役 Sheriff
- Silly Billies : 監督フレッド・ガイオル、1936年 - ノンクレジット出演・役 Pioneer
- 『チロルの晩鐘』 Sins of Man : 監督オットー・ブラワー / グレゴリー・ラトフ、1936年 - ノンクレジット出演・役 Bum
- 『白牙』 White Fang : 監督デイヴィッド・バトラー、1936年 - ノンクレジット出演・役 Posse Member
- 『進め竜騎兵』 The Charge of the Light Brigade : 監督マイケル・カーティス、1936年 - ノンクレジット出演・役 Sepoy
- 『映都万華曲』（別題『聖林ホテル』） Hollywood Hotel : 監督バスビー・バークレー、1937年 - ノンクレジット出演・役 Guest at Orchid Room
- 『新天地』 Wells Fargo : 監督フランク・ロイド、1937年 - ノンクレジット出演・役 Minor Role
- 『フランケンシュタインの復活』 Son of Frankenstein : 監督ローランド・V・リー、1939年 - ノンクレジット出演・役 Actor
- 『駅馬車』 Stagecoach : 監督ジョン・フォード、1939年 - ノンクレジット出演・役 Bartender
- 『ノートルダムの傴僂男』 The Hunchback of Notre Dame : 監督ウィリアム・ディターレ、1939年 - ノンクレジット出演・役 Minor Role

### 1940年代以降
- West of Carson City : 監督レイ・テイラー、1940年 - ノンクレジット出演・役 Bartender
- 『海洋児』 Captain Caution : 監督リチャード・ウォーレス、1940年 - ノンクレジット出演・役 Sailor
- 『市民ケーン』 Citizen Kane : 監督オーソン・ウェルズ、1941年 - ノンクレジット出演・役 Boss Printer
- Broadway Limited : 監督ゴードン・ダグラス、1941年 - ノンクレジット出演・役 Extra
- 『地下室の狂人』 Among the Living : 監督スチュアート・ハイスラー、1941年 - ノンクレジット出演・役 Bit Part
- 『フランケンシュタインの幽霊』 The Ghost of Frankenstein : 監督アール・C・ケントン、1942年 - ノンクレジット出演・役 Actor
- Trail Riders : 監督ロバート・エメット・タンゼー、1942年 - 出演・役 Ranch Hand Tiny
- Two Fisted Justice : 監督ロバート・エメット・タンゼー、1943年 - ノンクレジット出演・役 Stage Passenger
- Song of the Sarong : 監督ハロルド・ヤング、1945年 - ノンクレジット出演・役 Councillor
- Salome Where She Danced : 監督チャールズ・ラモント、1945年 - ノンクレジット出演・役 Bartender
- Rustler's Round-up : 監督ウォレス・フォックス、1946年 - ノンクレジット出演・役 Wrangler
- 『アメリカの恋人』 Magnificent Doll : 監督フランク・ボーゼイジ、1946年 - ノンクレジット出演・役 Edmund
- 『荒野の決闘』 My Darling Clementine : 監督ジョン・フォード、1946年 - ノンクレジット出演・役 Bartender
- 『風雲児』 The Exile : 監督マックス・オフュルス、1947年 - ノンクレジット出演・役 Card Player
- 『三人の名付親』 3 Godfathers : 監督ジョン・フォード、1948年 - ノンクレジット出演・役 Bartender
- 『ケンタッキー魂』 The Fighting Kentuckian : 監督ジョージ・ワグナー、1949年 - ノンクレジット出演・役 Actor
- 『テキサスから来た男』 The Kid from Texas : 監督カート・ニューマン、1950年 - ノンクレジット出演・役 Townsman
- 『拳銃45』 Colt .45 : 監督エドウィン・L・マリン、1950年 - ノンクレジット出演・役 Townsman
- 『ウィンチェスター銃'73』 Winchester '73 : 監督アンソニー・マン、1950年 - ノンクレジット出演・役 Bit Part
- 『ハーヴェイ』 Harvey : 監督ヘンリー・コスター、1950年 - 出演シーン削除

## 註
1. 1 2 3 4 5 6 7 8 9 10 11 12 13 14 15 16  Jack Curtis, Internet Movie Database （英語）, 2010年5月18日閲覧。
2. ↑  『ブルーバード映画の記録』 : 製作・著・発行山中十志雄・塚田嘉信、1984年4月、p.60-63.